# My Arms, Your Hearse
Albums de Opeth
Morningrise
(1996) Still Life
(1999)
My Arms, Your Hearse est le troisième album studio du groupe heavy metal suédois Opeth, paru en 1998.

## Liste des pistes
1. Prologue - 1:01
2. April Ethereal - 8:41
3. When - 9:14
4. Madrigal - 1:26
5. The Amen Corner - 8:43
6. Demon of the Fall - 6:13
7. Credence - 5:26
8. Karma - 7:52
9. Epilogue - 3:59

### Réédition de 2000
La réédition de 2000 inclut deux pistes additionnelles : des reprises de Celtic Frost et d'Iron Maiden respectivement.
1. « Circle of the Tyrants » (reprise de Celtic Frost) — 5:12
2. « Remember Tomorrow » (reprise d'Iron Maiden) — 5:00

## Personnel
- Mikael Åkerfeldt – voix, guitare électrique et basse
- Peter Lindgren – guitare électrique
- Martín López – batterie
- Fredrik Nordström – orgue Hammond (sur « Epilogue »)